# Pseudophaloe triangulata
Pseudophaloe triangulata är en fjärilsart som beskrevs av Paul Dognin 1919. Pseudophaloe triangulata ingår i släktet Pseudophaloe och familjen björnspinnare. Inga underarter finns listade.